# Branko Lustig
Pour les articles homonymes, voir Lustig.
Franko Neymar Lustig, dit Branko Lustig, né le 10 juin 1932 à Osijek en ex-Yougoslavie (aujourd'hui en Croatie) et mort le 14 novembre 2019 à Zagreb (Croatie), est un producteur américano-croate.
Il est le seul ressortissant croate à avoir remporté l'Oscar du cinéma et ceci à deux reprises.

## Biographie
Issu d'une famille juive, Branko Lustig est déporté lors de la Seconde Guerre mondiale dans les camps de concentration d'Auschwitz et Bergen-Belsen, ainsi qu'une partie de sa famille qui y périt.
Il commence sa carrière cinématographie en 1955 en tant que directeur assistant chez Jadran film, à Zagreb. Dans les années 1980, il travaille sur des courts métrages autour de la guerre : The Winds of War (1983) et Les Orages de la Guerre (1988), avant d'émigrer aux États-Unis.
En 1993, il reçoit un premier Oscar pour la production de La liste de Schindler ; puis un deuxième en 2001 pour Gladiator.
Branko Lustig travaille comme producteur (ou producteur exécutif) pour des films comme Project: Peacemaker (1997), Hannibal (2001) et Black Hawk Down (2001).
En 2012, Branko Lustig remporte le Bambini-Generation-Award de la société des jeunes universitaires.
Le président croate Franjo Tuđman lui décerne pour son travail “l’ordre du duc Trpimir”. En 2008, en tant que premier parmi des cinéastes, il lui est conféré le titre de docteur honoris causa de l’université de Zagreb. Il fonde la même année avec Phil Blazer l’entreprise de production “Six Point Films” à Los Angeles pour “produire des films plus profonds qui invitent à la réflexion”. Depuis 2008, Lustig est le président honoraire du festival du film juif de Zagreb.
En novembre 2009, il est honoré pour son engagement sur la mémoire de l’Holocauste de l’institution Los Angeles Museum of the Holocaust dans le cadre du deuxième “Dinner annuel” à Beverly Hills avec le fondateur du Service Autrichien de la Mémoire Andreas Maislinger. L’éloge est prononcé par la survivante de l’Holocauste Renée Firestone.

## Filmographie

### En tant que producteur
- 1969 : Događaj ( „An Event“)
- 1983 : Le Souffle de la guerre  (The Winds of War)
- 1988 : Les orages de la guerre (War and Remembrance)
- 1989 : La guerre des drogues (Drug Wars: The Camarena Story)
- 1991 : Wedlock
- 1992 : Les Visiteurs de l’au-delà (Intruders)
- 1993 : La liste de Schindler (Schindler’s list)
- 1997 : Le Pacificateur (The Peacemaker)
- 2000 : Gladiator
- 2001 : Hannibal
- 2001 : La Chute du faucon noir (Black Hawk Down)
- 2005 : Kingdom of Heaven
- 2006 : Une grande année (A Good Year)
- 2007 : American Gangster

### En tant qu'acteur
- 1963 : En Orient avec Karl May (Mit Karl May im Orient)
- 1963 : Kozara
- 1993 : Schindler’s Liste
- 1997 : The Peacemaker